# Gummaro
Gummaro di Lier, o Gummario (Brabante, 714 circa – Lier, 11 ottobre 774), è stato un eremita franco, nato nel Brabante, che la Chiesa cattolica venera come santo e festeggia l'11 ottobre.

## Agiografia
Figlio del signore di Emblem (oggi parte del comune di Ranst nelle Fiandre), nacque intorno all'anno 714.
Entrato in giovane età alla corte di Pipino il Breve, divenne cavaliere nell'esercito di questo re. Fu ancora Pipino il Breve che gli propose in sposa una giovane di nobili natali, Gwinmaria. La coppia non ebbe figli.
Gummaro si assentò per otto anni, seguendo Pipino il Breve nelle sue campagne militari contro i Longobardi e i Sassoni e in Aquitania e distinguendosi per fedeltà, senso del dovere e spirito religioso. Al ritorno, trovò la sua casa in gran disordine e i suoi sottoposti maltrattati dalla moglie. Fatta giustizia e rimesse le cose in ordine, non riuscì tuttavia a riconciliarsi con Gwinmaria.
Alla fine, con il consenso di lei, si ritirò a vita eremitica in una cella vicino a una cappella che aveva costruito già precedentemente per le sue devozioni. Qui trascorse nove anni, finché morì circa sessantenne, l'11 ottobre 774.

## Culto
Intorno all'815 le sue ossa furono raccolte e divennero meta di pellegrinaggio.
Nel Duecento, sul luogo in cui si raccontava che san Gummaro avesse miracolosamente rialzato un albero caduto, fu costruita la chiesa denominata di san Gummaro (sint Gummarus).
Dal 1682 le reliquie di san Gummaro, conservate in un reliquiario d'argento, vengono portate in processione per le vie di Lier.